# Großer Preis von Kanada 2000
Der Große Preis von Kanada 2000 (offiziell Grand Prix Air Canada 2000) fand am 18. Juni auf dem Circuit Gilles-Villeneuve in Montreal statt und war das achte Rennen der Formel-1-Weltmeisterschaft 2000.

## Berichte

### Hintergrund

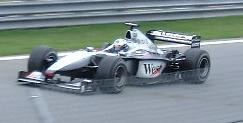
David Coulthard im McLaren MP4/15

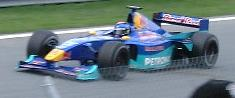
Pedro Diniz im Sauber C19

Nach dem Großen Preis von Monaco führte Michael Schumacher in der Fahrerwertung mit zwölf Punkten vor David Coulthard und mit 17 Punkten vor Mika Häkkinen. In der Konstrukteurswertung führte Ferrari mit fünf Punkten vor McLaren-Mercedes und mit 53 Punkten vor Williams-BMW.
Mit Michael Schumacher (dreimal), Jean Alesi und Häkkinen (jeweils einmal) traten drei ehemalige Sieger zu diesem Grand Prix an.

### Training

#### Freitagstraining
Im ersten freien erzielte Coulthard vor Michael Schumacher und Rubens Barrichello die schnellste Zeit.

#### Samstagstraining
Im zweiten freien Training blieben die ersten drei Positionen unverändert.

### Qualifying
Im Qualifying war Michael Schumacher der schnellste Pilot, der somit die Pole-Position übernahm. Coulthard folgte auf dem zweiten Platz vor Barrichello.

### Warm Up
Im Warm Up kam es zu einer Doppelführung der Ferrari-Piloten. Michael Schumacher führte die Zeitentabelle vor Barrichello und Häkkinen an.

### Rennen
Kurz vor dem Start starb der Motor von Coulthard ab. Die Mechaniker starteten den Motor noch mal neu und Coulthard ging von seiner ursprünglichen Startposition ins Rennen. Beim Start kam Coulthard besser ins Rennen als der von der Pole-Position startende Michael Schumacher. Allerdings zog der Ferrari-Pilot herüber und behielt so die Führung. Hinter den ersten beiden hatten mehrere Piloten keinen guten Start, so dass Jacques Villeneuve die dritte Position einnahm. Von dem guten Start Villeneuves profitierte auch Barrichello, der zunächst von Häkkinen überholt wurde, aber in dem Pulk wieder an ihm vorbeifuhr und die vierte Position belegte.
Michael Schumacher und Coulthard setzten sich an der Spitze sukzessive ab, da Villeneuve auf der dritten Position das restliche Fahrerfeld aufhielt. Häkkinen versuchte, Barrichello zu überholen, war aber nicht erfolgreich. In der elften Runde wurde Coulthard mit einer 10 Sekunden Stop-and-Go-Strafe belegt, da sich die Mechaniker beim Neustart des Motors nicht rechtzeitig vom Auto entfernt hatten. Er fiel auf den zehnten Platz zurück und befand sich in einem Pulk, das sich hinter Ricardo Zonta gebildet hatte.
Nachdem Johnny Herbert in der 15. Runde mit einem Getriebeschaden ausgefallen war, gelang es Barrichello schließlich in der 17. Runde, an Villeneuve vorbei zu fahren. Sein Rückstand auf den führenden Teamkollegen betrug schon 19 Sekunden. In der 24. Runde versuchte Coulthard Jos Verstappen, zu überholen. Dabei berührten sich beide. Verstappen fiel auf den 19., Coulthard auf den 12. Platz zurück. In derselben Runde gelang es Jarno Trulli, Zonta zu überholen und er holte auf Heinz-Harald Frentzen auf. Während an der Spitze Michael Schumacher seinen Vorsprung von 20 Sekunden hielt, überholte Trulli seinen Teamkollegen Frentzen in der 27. Runde. Eine Runde später gelang es auch Häkkinen, an Villeneuve vorbei zu fahren und die dritte Position einzunehmen. Nachdem Michael Schumacher auf einmal pro Runde Zeit verloren hatte, entschied sich das Team zu einem Boxenstopp. Barrichello übernahm damit die Führung. Schumacher behielt die Position vor Häkkinen, der aufholte. Da es Häkkinen aber nicht gelang, seinen Rivalen zu überholen, fuhr er in der 42. Runde an die Box. In der nächsten Runde absolvierte schließlich auch Barrichello seinen Boxenstopp und Michael Schumacher ging abermals in Führung. In der Zwischenzeit waren Frentzen, Nick Heidfeld, Alesi und Mika Salo mit technischen Problemen ausgefallen.
In der 44. Runde begann es schließlich, zu regnen. Villeneuve und Giancarlo Fisichella kamen zu diesem Zeitpunkt an die Box. Während Fisichella sich für die Regenreifen entschied, behielt Villeneuve Trockenreifen. Häkkinen kam erneut an die Box und lag nach seinem Boxenstopp fast eine Minute hinter Michael Schumacher zurück. Schumacher absolvierte seinen Stopp in der nächsten Runde und behielt die Führung. Barrichello fuhr ebenfalls an die Box und musste etwas warten. Er fiel infolgedessen hinter Fisichella, der den zweiten Platz übernahm, zurück, blieb allerdings vor Häkkinen.
Nachdem Pedro de la Rosa nach einer Kollision mit Pedro Diniz ausgeschieden war, machte Fisichella in der 50. Runde einen Fehler und Barrichello nahm den zweiten Platz ein. In der 56. Runde übernahm Verstappen den fünften Platz von Trulli. Während Barrichello auf Michael Schumacher aufholte, kam es in der 64. Runde zu einem Duell zwischen Villeneuve und Coulthard. Zunächst überholte Villeneuve Coulthard, wurde aber direkt wieder von Coulthard überholt. Beim nächsten Überholversuchs Villeneuves bremste er so spät, dass er mit Ralf Schumacher kollidierte. Beide Piloten schieden aus, genauso wie Marc Gené, der sich in derselben Runde von der Strecke drehte. Coulthard versuchte seinerseits, an Wurz vorbei zu fahren. Beim Überholversuch berührte er Wurz, der daraufhin an die Box musste. Coulthard fuhr weiter und schloss auf Trulli auf. Ein weiteres Überholmanöver gelang ihm aber nicht.
Michael Schumacher gewann das Rennen schließlich mit knappem Vorsprung auf Barrichello. Fisichella wurde Dritter. Die weiteren Punkte gingen an Häkkinen, Verstappen und Trulli.
In der Fahrerweltmeisterschaft baute Michael Schumacher den Vorsprung auf Coulthard weiter aus und auch Ferrari vergrößerte den Vorsprung in der Konstrukteurswertung.

## Meldeliste
| Team                           | Nr. | Fahrer                | Chassis         | Motor                 | Reifen |
| ------------------------------ | --- | --------------------- | --------------- | --------------------- | ------ |
| West McLaren Mercedes          | 01  | Mika Häkkinen         | McLaren MP4/15  | Mercedes-Benz 3.0 V10 | B      |
| West McLaren Mercedes          | 02  | David Coulthard       | McLaren MP4/15  | Mercedes-Benz 3.0 V10 | B      |
| Scuderia Ferrari Marlboro      | 03  | Michael Schumacher    | Ferrari F1-2000 | Ferrari 3.0 V10       | B      |
| Scuderia Ferrari Marlboro      | 04  | Rubens Barrichello    | Ferrari F1-2000 | Ferrari 3.0 V10       | B      |
| Benson and Hedges Jordan       | 05  | Heinz-Harald Frentzen | Jordan EJ10     | Mugen-Honda 3.0 V10   | B      |
| Benson and Hedges Jordan       | 06  | Jarno Trulli          | Jordan EJ10     | Mugen-Honda 3.0 V10   | B      |
| Jaguar Racing                  | 07  | Eddie Irvine          | Jaguar R1       | Cosworth 3.0 V10      | B      |
| Jaguar Racing                  | 08  | Johnny Herbert        | Jaguar R1       | Cosworth 3.0 V10      | B      |
| BMW Williams F1 Team           | 09  | Ralf Schumacher       | Williams FW22   | BMW 3.0 V10           | B      |
| BMW Williams F1 Team           | 10  | Jenson Button         | Williams FW22   | BMW 3.0 V10           | B      |
| Mild Seven Benetton Playlife   | 11  | Giancarlo Fisichella  | Benetton B200   | Supertec 3.0 V10      | B      |
| Mild Seven Benetton Playlife   | 12  | Alexander Wurz        | Benetton B200   | Supertec 3.0 V10      | B      |
| Gauloises Prost Peugeot        | 14  | Jean Alesi            | Prost AP03      | Peugeot 3.0 V10       | B      |
| Gauloises Prost Peugeot        | 15  | Nick Heidfeld         | Prost AP03      | Peugeot 3.0 V10       | B      |
| Red Bull Sauber Petronas       | 16  | Pedro Diniz           | Sauber C19      | Petronas 3.0 V10      | B      |
| Red Bull Sauber Petronas       | 17  | Mika Salo             | Sauber C19      | Petronas 3.0 V10      | B      |
| Arrows F1 Team                 | 18  | Pedro de la Rosa      | Arrows A21      | Supertec 3.0 V10      | B      |
| Arrows F1 Team                 | 19  | Jos Verstappen        | Arrows A21      | Supertec 3.0 V10      | B      |
| Telefonica Minardi Fondmetal   | 20  | Marc Gené             | Minardi M02     | Fondmetal 3.0 V10     | B      |
| Telefonica Minardi Fondmetal   | 21  | Gastón Mazzacane      | Minardi M02     | Fondmetal 3.0 V10     | B      |
| Lucky Strike Reynard BAR Honda | 22  | Jacques Villeneuve    | BAR 002         | Honda 3.0 V10         | B      |
| Lucky Strike Reynard BAR Honda | 23  | Ricardo Zonta         | BAR 002         | Honda 3.0 V10         | B      |

## Klassifikationen

### Qualifying
| Pos. | Fahrer                | Konstrukteur      | Zeit     | Start |
| ---- | --------------------- | ----------------- | -------- | ----- |
| 01   | Michael Schumacher    | Ferrari           | 1:18,439 | 01    |
| 02   | David Coulthard       | McLaren-Mercedes  | 1:18,537 | 02    |
| 03   | Rubens Barrichello    | Ferrari           | 1:18,801 | 03    |
| 04   | Mika Häkkinen         | McLaren-Mercedes  | 1:18,985 | 04    |
| 05   | Heinz-Harald Frentzen | Jordan-Mugen      | 1:19,483 | 05    |
| 06   | Jacques Villeneuve    | BAR-Honda         | 1:19,544 | 06    |
| 07   | Jarno Trulli          | Jordan-Mugen      | 1:19,581 | 07    |
| 08   | Ricardo Zonta         | BAR-Honda         | 1:19,742 | 08    |
| 09   | Pedro de la Rosa      | Arrows-Supertec   | 1:19,912 | 09    |
| 10   | Giancarlo Fisichella  | Benetton-Supertec | 1:19,932 | 10    |
| 11   | Johnny Herbert        | Jaguar-Cosworth   | 1:19,954 | 11    |
| 12   | Ralf Schumacher       | Williams-BMW      | 1:20,073 | 12    |
| 13   | Jos Verstappen        | Arrows-Supertec   | 1:20,107 | 13    |
| 14   | Alexander Wurz        | Benetton-Supertec | 1:20,113 | 14    |
| 15   | Mika Salo             | Sauber-Petronas   | 1:20,445 | 15    |
| 16   | Eddie Irvine          | Jaguar-Cosworth   | 1:20,500 | 16    |
| 17   | Jean Alesi            | Prost-Peugeot     | 1:20,512 | 17    |
| 18   | Jenson Button         | Williams-BMW      | 1:20,534 | 18    |
| 19   | Pedro Diniz           | Sauber-Petronas   | 1:20,692 | 19    |
| 20   | Marc Gené             | Minardi-Fondmetal | 1:21,058 | 20    |
| 21   | Nick Heidfeld         | Prost-Peugeot     | 1:21,680 | 21    |
| 22   | Gastón Mazzacane      | Minardi-Fondmetal | 1:22,091 | 22    |

### Rennen
| Pos. | Fahrer                | Konstrukteur      | Runden | Stopps | Zeit        | Start | Schnellste Runde |
| ---- | --------------------- | ----------------- | ------ | ------ | ----------- | ----- | ---------------- |
| 01   | Michael Schumacher    | Ferrari           | 69     | 2      | 1:41:12,313 | 01    | 1:19,812 (30.)   |
| 02   | Rubens Barrichello    | Ferrari           | 69     | 2      | + 0,174     | 03    | 1:19,235 (38.)   |
| 03   | Giancarlo Fisichella  | Benetton-Supertec | 69     | 1      | + 15,365    | 10    | 1:20,399 (37.)   |
| 04   | Mika Häkkinen         | McLaren-Mercedes  | 69     | 2      | + 18,561    | 04    | 1:19,049 (37.)   |
| 05   | Jos Verstappen        | Arrows-Supertec   | 69     | 2      | + 52,208    | 13    | 1:20,693 (34.)   |
| 06   | Jarno Trulli          | Jordan-Mugen      | 69     | 2      | + 1:01,687  | 07    | 1:20,479 (31.)   |
| 07   | David Coulthard       | McLaren-Mercedes  | 69     | 3      | + 1:02,216  | 02    | 1:19,947 (38.)   |
| 08   | Ricardo Zonta         | BAR-Honda         | 69     | 2      | + 1:10,455  | 08    | 1:20,686 (38.)   |
| 09   | Alexander Wurz        | Benetton-Supertec | 69     | 2      | + 1:19,899  | 14    | 1:20,625 (39.)   |
| 10   | Pedro Diniz           | Sauber-Petronas   | 69     | 2      | + 1:54,544  | 19    | 1:20,494 (36.)   |
| 11   | Jenson Button         | Williams-BMW      | 68     | 2      | + 1 Runde   | 18    | 1:20,781 (37.)   |
| 12   | Gastón Mazzacane      | Minardi-Fondmetal | 68     | 2      | + 1 Runde   | 22    | 1:21,196 (37.)   |
| 13   | Eddie Irvine          | Jaguar-Cosworth   | 66     | 2      | + 3 Runden  | 16    | 1:20,693 (34.)   |
| 14   | Ralf Schumacher       | Williams-BMW      | 64     | 2      | DNF         | 12    | 1:20,520 (38.)   |
| 15   | Jacques Villeneuve    | BAR-Honda         | 64     | 2      | DNF         | 06    | 1:20,533 (39.)   |
| 16   | Marc Gené             | Minardi-Fondmetal | 64     | 2      | DNF         | 20    | 1:20,547 (38.)   |
| –    | Pedro de la Rosa      | Arrows-Supertec   | 48     | 3      | DNF         | 09    | 1:20,842 (35.)   |
| –    | Mika Salo             | Sauber-Petronas   | 42     | 1      | DNF         | 15    | 1:20,696 (37.)   |
| –    | Jean Alesi            | Prost-Peugeot     | 38     | 1      | DNF         | 17    | 1:20,889 (20.)   |
| –    | Nick Heidfeld         | Prost-Peugeot     | 34     | 1      | DNF         | 21    | 1:21,096 (31.)   |
| –    | Heinz-Harald Frentzen | Jordan-Mugen      | 32     | 0      | DNF         | 05    | 1:21,110 (21.)   |
| –    | Johnny Herbert        | Jaguar-Cosworth   | 14     | 0      | DNF         | 11    | 1:22,369 (10.)   |

## WM-Stände nach dem Rennen
Die ersten sechs des Rennens bekamen 10, 6, 4, 3, 2 bzw. 1 Punkt(e).

### Fahrerwertung
| Pos. | Fahrer                | Konstrukteur      | Punkte |
| ---- | --------------------- | ----------------- | ------ |
| 01   | Michael Schumacher    | Ferrari           | 56     |
| 02   | David Coulthard       | McLaren-Mercedes  | 34     |
| 03   | Mika Häkkinen         | McLaren-Mercedes  | 32     |
| 04   | Rubens Barrichello    | Ferrari           | 28     |
| 05   | Giancarlo Fisichella  | Benetton-Supertec | 18     |
| 06   | Ralf Schumacher       | Williams-BMW      | 12     |
| 07   | Heinz-Harald Frentzen | Jordan-Mugen      | 5      |
| 08   | Jacques Villeneuve    | BAR-Honda         | 5      |
| 09   | Jarno Trulli          | Jordan-Mugen      | 5      |
| 10   | Eddie Irvine          | Jaguar-Cosworth   | 3      |
| 11   | Mika Salo             | Sauber-Petronas   | 3      |

| Pos. | Fahrer           | Konstrukteur      | Punkte |
| ---- | ---------------- | ----------------- | ------ |
| 12   | Jenson Button    | Williams-BMW      | 3      |
| 13   | Jos Verstappen   | Arrows-Supertec   | 2      |
| 14   | Ricardo Zonta    | BAR-Honda         | 1      |
| 15   | Pedro de la Rosa | Arrows-Supertec   | 1      |
| 16   | Pedro Diniz      | Sauber-Petronas   | 0      |
| 17   | Alexander Wurz   | Benetton-Supertec | 0      |
| 18   | Nick Heidfeld    | Prost-Peugeot     | 0      |
| 19   | Gastón Mazzacane | Minardi-Fondmetal | 0      |
| 20   | Marc Gené        | Minardi-Fondmetal | 0      |
| 21   | Johnny Herbert   | Jaguar-Cosworth   | 0      |
| 22   | Jean Alesi       | Prost-Peugeot     | 0      |

### Konstrukteurswertung
| Pos. | Konstrukteur      | Punkte |
| ---- | ----------------- | ------ |
| 01   | Ferrari           | 84     |
| 02   | McLaren-Mercedes  | 66     |
| 03   | Benetton-Supertec | 18     |
| 04   | Williams-BMW      | 15     |
| 05   | Jordan-Mugen      | 10     |
| 06   | BAR-Honda         | 6      |

| Pos. | Konstrukteur      | Punkte |
| ---- | ----------------- | ------ |
| 07   | Jaguar-Cosworth   | 3      |
| 08   | Sauber-Petronas   | 3      |
| 09   | Arrows-Supertec   | 3      |
| 10   | Prost-Peugeot     | 0      |
| 11   | Minardi-Fondmetal | 0      |